# Biscuiți pentru animale
Animal Crackers, în română Biscuiți pentru animale, (1930) este un film de comedie cu Frații Marx, al doilea al acestora care a fost realizat la New York. În film apar cei patru frați Marx, Groucho Marx, Chico Marx, Harpo Marx și Zeppo Marx, de asemenea  Lillian Roth și Margaret Dumont.  Filmările au avut loc la Studiourile Astoria din Astoria, Queens. Este regizat de Victor Heerman și este o adaptare a muzicalului omonim din 1928 care a avut succes pe Broadway, muzical de George S. Kaufman și Morrie Ryskind, în care au jucat, de asemenea, frații Marx și Margaret Dumont. Partea cu majordomul Hives a fost interpretată de Robert Greig care a mai apărut alături de frații  Marx în Horse Feathers (1932).

## Prezentare
Povestea principală a filmului este despre exploratorul Căpitan Geoffrey (sau Jeffrey) T. Spaulding (interpretat de Groucho). Acesta participă la o petrecere organizată în onoarea sa pe moșia matroanei d-na Rittenhouse și investighează furtul unui tablou valoros în timpul petrecerii. Cea mai mare parte a filmului este formată dintr-o succesiune de sketch-uri, glume formate dintr-o singură replică și gaguri vizuale.

## Distribuție
- Groucho Marx este Căpitanul Spaulding[5]
- Harpo Marx ca Profesor
- Chico Marx ca Signor Emanuel Ravelli
- Zeppo Marx ca Horatio Jamison și Cpt. Spaulding într-o scenă
- Margaret Dumont ca D-na Rittenhouse
- Lillian Roth caArabella Rittenhouse
- Louis Sorin ca Roscoe W. Chandler
- Hal Thompson ca John Parker
- Margaret Irving ca D-na Whitehead
- Kathryn Reece ca Grace Carpenter
- Robert Greig ca Hives
- Edward Metcalf ca Inspector Hennessey
- The Music Masters - Six Footmen

## Glume din film
Câteva din replicile folosite de personajul lui Groucho de-a lungul filmului:
One morning I shot an elephant in my pajamas. How he got in my pajamas, I don't know. (Într-o dimineață am împușcat un elefant care purta pijamaua mea. Cum a intrat în ea, asta nu mai știu.)
(Institutul American de Film a listat această replică pe locul 53 în lista  celor mai bune 100 de replici memorabile de film.)
Africa is God's country – and He can have it. (Africa este țara lui Dumnezeu - și El o poate avea.)
"You mind if I don't smoke?" (Te superi dacă nu fumez?)
"There's one thing I've always wanted to do before I quit: Retire." (Un singur lucru mi-am dorit întotdeauna să fac înainte de a demisiona: Să ies la pensie!)

## Legături externe
- Biscuiți pentru animale la Internet Movie Database
- Biscuiți pentru animale la Allmovie
- Biscuiți pentru animale la TCM Movie Database
- Full description of Animal Crackers from Filmsite.org
- Internet Broadway Database entry on Animal Crackers
- Multicolor test filmed on set of Animal Crackers
- Hooray for Captain Spaulding